# 80 Piscium
80 Piscium (e Piscium) é uma estrela na direção da Pisces. Possui uma ascensão reta de 01h 08m 22.34s e uma declinação de +05° 39′ 00.8″. Sua magnitude aparente é igual a 5.51. Considerando sua distância de 117 anos-luz em relação à Terra, sua magnitude absoluta é igual a 2.73. Pertence à classe espectral F0III-IV.